# Leslie Green
Leslie Green (Londra, 6 febbraio 1875 – Mundesley, 31 agosto 1908) è stato un architetto inglese.
È noto soprattutto per i suoi iconici progetti di molte stazioni della metropolitana di Londra nel primo decennio del XX secolo, con le tipiche facciate in piastrelle di terracotta rossa color "sangue di bue", che includono pilastri, finestre semicircolari, e interni ricoperti di piastrelle disposte in schemi geometrici secondo lo stile britannico noto come Modern Style, anticipatore dell'Art Nouveau.

## Biografia
Green nacque nel 1875 nel quartiere di Maida Vale, a Londra, secondo di quattro figli dell'architetto e agrimensore Arthur Green e di sua moglie Emily Robertson. Mentre svolgeva l'apprendistato nello studio del padre, frequentò corsi di architettura presso la South Kensington School of Art e a Parigi, prima di iniziare a svolgere a tempo pieno la professione con suo padre nel 1895. Nel 1897 aprì un proprio studio e nel 1898 divenne associato del RIBA (Royal Institute of British Architects), ottenendo lo status di membro l'anno successivo. Tra il 1900 e il 1903 si fece gradualmente la reputazione di professionista calmo ed efficiente, anche se non aveva mai lavorato su progetti di grande scala.
Nell'aprile 1902 sposò Mildred Ethel Wildy (1879–1960), con la quale nel 1904, ebbe una figlia, Vera (1904–1995).

## Carriera
Nel 1903 Green ricevette dal milionario americano Charles Yerkes, proprietario della Underground Electric Railways Company of London (UERL), l'incarico di progettare le stazioni per tre linee della metropolitana allora in costruzione: la Great Northern, Piccadilly and Brompton Railway (GNP&BR), la Baker Street and Waterloo Railway (BS&WR) e la Charing Cross, Euston and Hampstead Railway (CCE&HR), che divennero rispettivamente parte dell'odierna linea Piccadilly, linea Bakerloo e linea Northern. A Green fu affidato il compito di progettare 50 nuove stazioni, incluse le facciate esterne e le decorazioni e arredamenti interni.

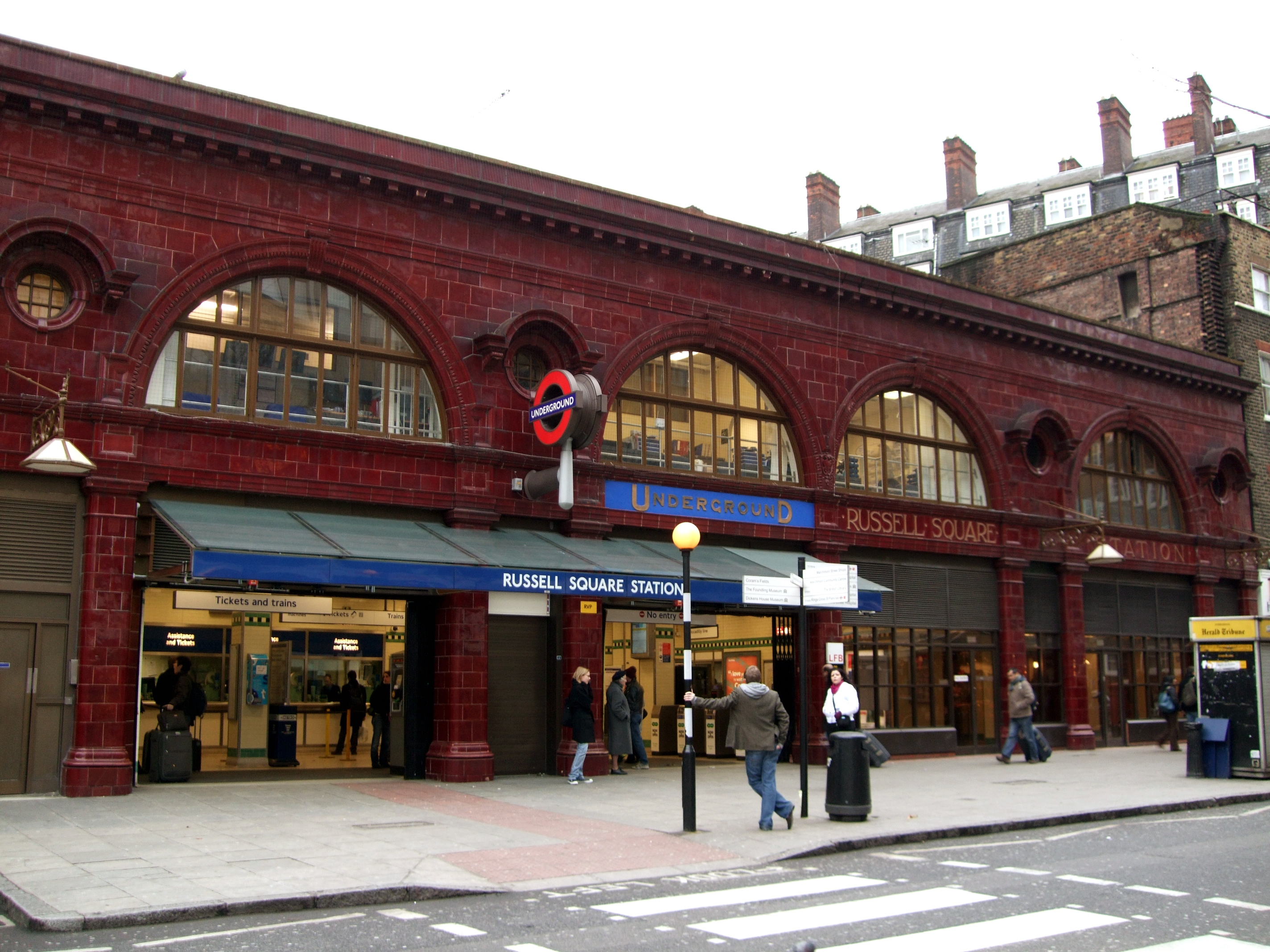
Facciata della stazione di Russell Square progettata da Green

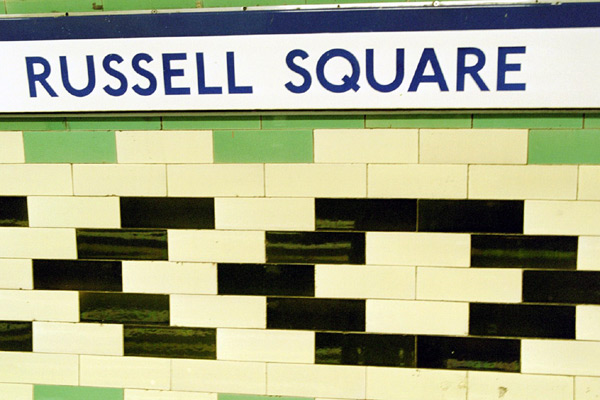
Schema delle piastrelle nella stazione di Russell Square

Il compito che gli era stato affidato non era semplice: Yerkes era un datore di lavoro esigente, disposto a pagare per i materiali di qualità dove necessario ma che si aspettava anche che Green fosse in grado di realizzare tagli di costi dove possibile. Anche il fattore tempo era pressante, dato che i lavori per la realizzazione delle tre linee erano già iniziati. Per queste ragioni, e forse anche influenzato dalle opinioni di Yerkes sulla superiorità della tecnologia di costruzione americana rispetto a quella inglese, Green progettò le sue stazioni sotto forma di edifici a due piani con struttura in acciaio, che era allora un metodo di costruzione innovativo e che permetteva tempi di realizzazione più rapidi e spazi interni più ampi rispetto a un edificio costruito con metodi tradizionali. Il tetto era piatto, in modo da consentire e incoraggiare la costruzione di locali a scopo commerciale o residenziale sopra la stazione, un altro vantaggio dato dalla struttura in acciaio.
Green sviluppò uno stile personale per gli edifici, adattandolo alla posizione di ciascuna stazione. Le facciate erano rivestite in terracotta smaltata (Faience) color rosso "sangue di bue". Il piano terreno era diviso da colonne in ampie campate, il che permetteva di realizzare ingressi e uscite separate e lasciava anche spazio affittabile a esercizi commerciali. All'altezza del primo piano si trovavano ampie vetrate semicircolari, occasionalmente con oculi circolari e delle cornici dentellate al di sopra. Un'ampia fascia bianca tra i due piani riportava il nome della stazione in lettere maiuscole.
Gli interni erano ricoperti in piastrelle verde bottiglia e bianche, con dettagli decorativi. I disegni degli elementi in ferro battuto degli ascensori e delle finestre delle biglietterie in maiolica mostrano l'influenza su Green del movimento dell'Art Nouveau. A livello delle piattaforme ogni stazione aveva uno schema di piastrellatura standard che incorporava il nome della stazione, ma con schemi geometrici individuali di colore e disposizione delle piastrelle. Questa soluzione creava un tema di design distintivo e si dimostrò efficace dal punto di vista della facilità di manutenzione.
Le linee aprirono fra il 1906 e il 1907. Nel giugno 1907 Green, che aveva sostenuto un carico di lavoro frenetico e la cui salute aveva iniziato di conseguenza a peggiorare, fu informato che il suo contratto da 2.000 sterline all'anno sarebbe terminato a fine anno, anche se avrebbe continuato a collaborare con la UERL in qualità di consulente. Green ricevette anche un compenso extra di 750 sterline per il design della piastrellatura delle piattaforme, incarico non compreso nel suo contratto originale. In quello stesso anno fu nominato Fellow del RIBA, grazie principalmente al corpus del lavoro svolto per la metropolitana.
Green si ammalò di tubercolosi e morì il 31 agosto 1908 in un sanatorio di Mundesley-on-Sea, nel Norfolk, a soli 33 anni.

## Opere
Molti degli edifici delle stazioni progettate da Green sono sopravvissuti, anche se la maggior parte degli spazi interni ha subito modifiche per adattarsi a sviluppi successivi. Anche un certo numero degli schemi di piastrellatura a livello delle piattaforme sono rimasti, oppure, come nelle stazioni di Marylebone e Lambeth North, sono state riprodotte di recente secondo lo schema originale.
Alcune delle stazioni esistenti sono monumenti classificati di grado II:
- Aldwych[4]
- Belsize Park[5]
- Caledonian Road[6]
- Chalk Farm[7]
- Covent Garden[8]
- Gloucester Road[9]
- Holloway Road[10]
- Oxford Circus[11]
- Mornington Crescent[12]
- Russell Square[13]

Il lavoro di Green fu continuato dal suo assistente, Stanley Heaps. Un tributo alla riconoscibilità dello stile di Green può essere rintracciato nel design della stazione fittizia di Walford East nella popolare soap opera televisiva della BBC EastEnders, palesemente ispirata all'opera di Green sebbene si trovi, nella finzione, sulla linea District, lungo la quale non ci sono stazioni da lui progettate.